# FutureSex/LoveShow
FutureSex/LoveShow fue la gira de conciertos mundial que realizó el cantante estadounidense Justin Timberlake en el año 2007 para promocionar su segundo álbum de estudio, FutureSex/LoveSounds. El tour fue producido por AEG Live e incluyó un escenario tipo arena, diez bailarines y una orquesta de siete músicos. La cantante Pink acompañó a Timberlake en los shows de Estados Unidos, mientras que Fergie, Unklejam, Natasha Bedingfield y 50 Cent lo hicieron en los de Europa. Timbaland, el productor de Timberlake, también participó como disc jockey en el intermedio de veinte minutos del show.
El tour no consideró los continentes de Asia, América Central y del Sur, pero ha sido por lejos el más lucrativo para Timberlake. Según la revista Billboard, el espectáculo fue presenciado por 1,6 millones de personas que dejaron una ganancia de USD $126,8 millones.

## Etapa norteamericana
En la primera etapa de Estados Unidos y Canadá, Justin visitó 35 ciudades e incluyó a Pink en su show. Comenzó el 8 de enero de 2007 en San Diego, California, y finalizó el 29 de marzo del mismo año en Rutherford del Este, Nueva Jersey.
La seguna etapa norteamericana empezó en agosto de 2007 y terminó a mediados de septiembre. Timberlake le pidió al grupo Good Charlotte que fuesen sus teloneros en esta parte de la gira, lo que la banda aceptó.
La última presentación fue el 6 de septiembre de 2007 en el hotel Emirates Palace de Abu Dabi, en los Emiratos Árabes Unidos. Este show, y los que ofreció en el Vector Arena de Auckland, Nueva Zelanda, fueron los únicos que no estaban en el recorrido y, por esa razón, fueron los últimos de la gira.

## Etapa europea
La etapa europea comenzó el 24 de abril de 2007 en el recinto Odyssey de Belfast, Irlanda del Norte. El tour tuvo 42 fechas en 28 ciudades y 8 países. Justin dio el último de estos espectáculos el 10 de julio del mismo año en Londres, Inglaterra.
Natasha Bedingfield fue una de las tres acompañantes más importantes durante la gira. Luego que Kenna terminara su periodo el 11 de mayo, Bedingfield fue la telonera de Timberlake desde el 22 de mayo. Finalizó en la ciudad de Amberes, Bélgica, tras haberse presentado en 21 conciertos.

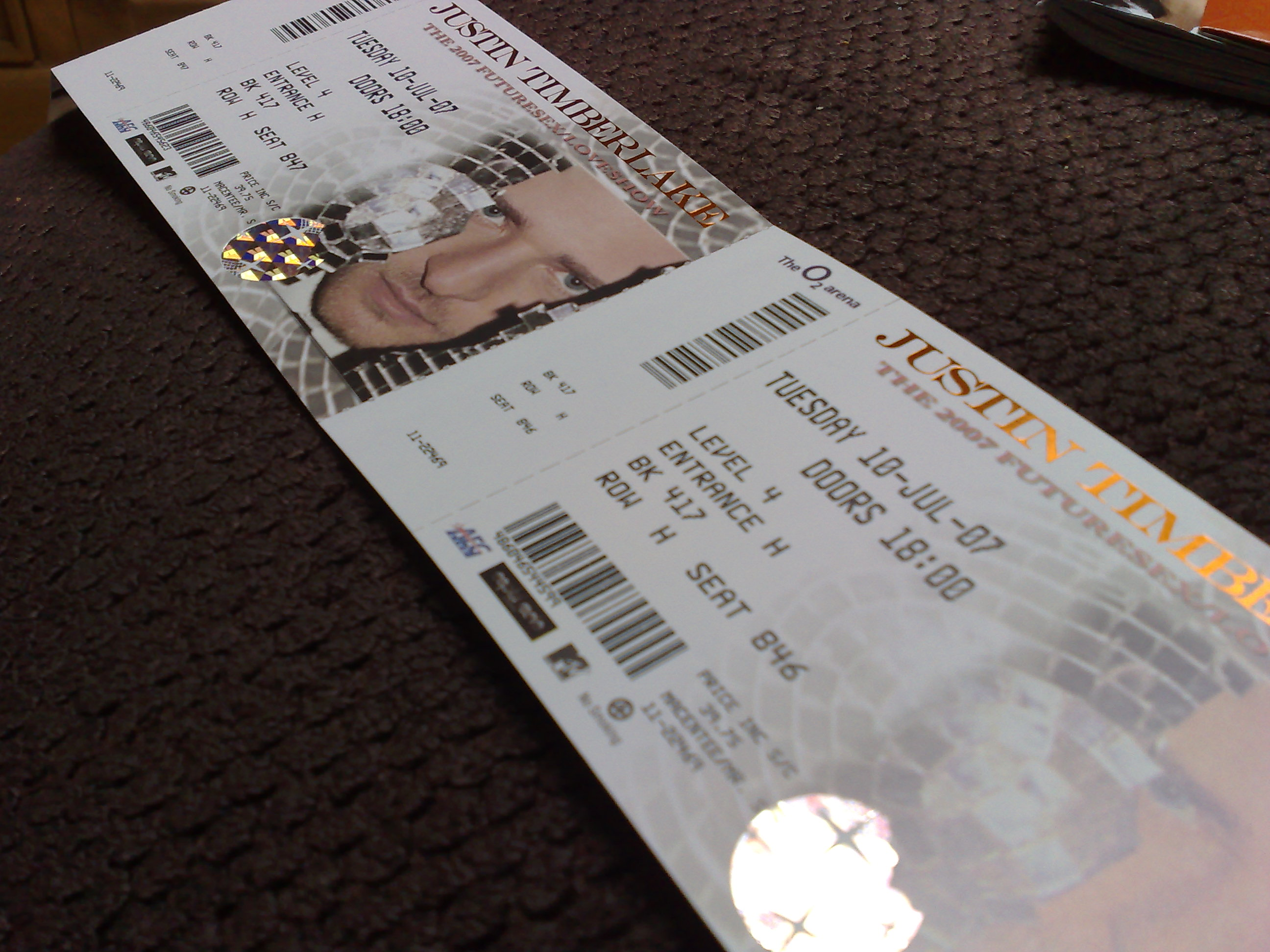
Un boleto para ingresar al concierto del 10 de julio de 2007 en el The O_{2} de Londres, Inglaterra.

La Neerlandesa Esmée Denters —primera cantante en firmar contrato con el sello discográfico perteneciente a Timberlake— fue la telonera de su show el 16 de junio en los Países Bajos, el 23 de junio en el Parken Stadion de Copenhague, Dinamarca, y el 27 de junio en Bélgica. 
Fergie acompañó a Justin el 30 de junio en el RDS Arena de Dublín, Alemania. El invitado especial, 50 Cent, estuvo presente en el segundo show realizado en el mismo recinto al día siguiente. Mientras estaba en Irlanda, Timberlake anunció que ofrecería un íntimo «show después del show» para 1000 fanáticos, a realizarse en la calle Vicar a la 1 de la madrugada del 1 de julio. Sin embargo, el espectáculo fue cancelado debido a dificultades técnicas, y el público que había comprado la entrada pudo ingresar al concierto del RDS Arena horas más tarde.
Fergie además estuvo presente en el arena The O2 de Londres, durante los cinco espectáculos realizados entre el 4 y el 10 de julio.

## Lista de canciones

### Pink
1. «'Cuz i can»
2. «Trouble»
3. «Just like a pill»
4. «Who knew»
5. «Stupid girls»
6. «Family portrait»
7. «Dear Mr. President»
8. «Don't let me get me»
9. «U + ur hand»
10. «Leave me alone (i'm lonely)»
11. «Get the party started»/«Sweet dreams (are made of this)»

### Fergie
1. «Here i come»
2. «London Bridge»
3. «Clumsy»
4. Medley de los Black Eyed Peas
5. «Barracuda»
6. «Mary Jane shoes»
7. «Glamorous»
8. «Big girls don't cry»
9. «Fergalicious»

### Justin Timberlake
1. «FutureSex/LoveSound»
2. «Like i love you»
3. «Let me talk to you (prelude)»/«My love»
4. «Señorita»
5. «Sexy ladies»
6. «Until the end of time»
7. «What Goes Around... Comes Around»
8. «Chop me up»
(Intermedio de Timbaland)
9. «Rock your body»
10. «Set the mood (prelude)»/Medley: «Gone» - «Take it from fere» - «Last night»
11. «Damn girl»
12. «Summer love»
13. «Losing my way»
14. «Cry me a river»
15. «LoveStoned/I think she knows (interlude)»
16. «SexyBack»
(Bis)
17. «All over again»

Duración total: 120 minutos.

## SexyBack Dance Club
Un limitado número de boletos fueron vendidos para que los fanáticos accedieran a un bar cerca del escenario, conocido como Sexyback Dance Club. Había dos tipos de boletos disponibles, los que costaban €380 —que permitían ingresar al bar y a los asientos sobre el escenario mismo— y los que valían €120 —que restringían la entrada solo al bar—. En cada evento se ponían a disposición 40 tickets del primer tipo y 300 del segundo.
Para las fechas de Estados Unidos y Canadá, estos boletos fueron subastados. El precio mínimo en el Madison Square Garden fue de USD $120. En la etapa australiana de la gira, los boletos más baratos costaban $178,90, variando levemente en cada ciudad. En las presentaciones de Auckland, los tickets costaban NZD $180.

## Grabación y transmisión
En mayo de 2007 se anunció que Justin había firmado un contrato con el canal de televisión HBO para transmitir y luego lanzar en formato DVD el concierto que ofrecería en el Madison Square Garden de Nueva York. El espectáculo fue grabado la noche del 16 de agosto y fue emitido el 3 de septiembre de ese año.

### FutureSex/LoveShow: Live from Madison Square Garden
La edición de dos discos de FutureSex/LoveShow: Live In Madison Square Garden fue lanzada en DVD y Blu-ray Disc exclusivamente por Best Buy en Estados Unidos el 20 de noviembre de 2007, aunque el disco de material extra que acompañaba el Blu-ray era en formato DVD. En Austria, el DVD fue puesto a la venta el 16 de noviembre del mismo año.

## Fechas de la gira
| Día                      | Ciudad          | País                   | Lugar                                     |
| ------------------------ | --------------- | ---------------------- | ----------------------------------------- |
| Norteamérica             |                 |                        |                                           |
| 8 de enero de 2007       | San Diego       | Estados Unidos         | San Diego Sports Arena                    |
| 9 de enero de 2007       | Anaheim         | Estados Unidos         | Honda Center                              |
| 11 de enero de 2007      | San José        | Estados Unidos         | HP Pavilion at San Jose                   |
| 12 de enero de 2007      | Sacramento      | Estados Unidos         | ARCO Arena                                |
| 14 de enero de 2007      | Glendale        | Estados Unidos         | Jobing.com Arena                          |
| 16 de enero de 2007      | Los Ángeles     | Estados Unidos         | Staples Center                            |
| 17 de enero de 2007      | Fresno          | Estados Unidos         | Save Mart Center                          |
| 19 de enero de 2007      | Las Vegas       | Estados Unidos         | MGM Grand Garden Arena                    |
| 27 de enero de 2007      | St. Paul        | Estados Unidos         | Xcel Energy Center                        |
| 30 de enero de 2007      | Toronto         | Canadá                 | Air Canada Centre                         |
| 31 de enero de 2007      | Montreal        | Canadá                 | Bell Centre                               |
| 2 de febrero de 2007     | Washington, D.C | Estados Unidos         | Verizon Center                            |
| 3 de febrero de 2007     | Cleveland       | Estados Unidos         | Quicken Loans Arena                       |
| 6 de febrero de 2007     | Boston          | Estados Unidos         | TD Banknorth Garden                       |
| 7 de febrero de 2007     | Nueva York      | Estados Unidos         | Madison Square Garden                     |
| 18 de febrero de 2007    | Buffalo         | Estados Unidos         | HSBC Arena                                |
| 19 de febrero de 2007    | Columbus        | Estados Unidos         | Value City Arena                          |
| 22 de febrero de 2007    | Tampa           | Estados Unidos         | St. Pete Times Forum                      |
| 24 de febrero de 2007    | Miami           | Estados Unidos         | AmericanAirlines Arena                    |
| 25 de febrero de 2007    | Fort Lauderdale | Estados Unidos         | BankAtlantic Center                       |
| 27 de febrero de 2007    | Atlanta         | Estados Unidos         | Philips Arena                             |
| 1 de marzo de 2007       | Nueva Orleans   | Estados Unidos         | New Orleans Arena                         |
| 4 de marzo de 2007       | Houston         | Estados Unidos         | Toyota Center                             |
| 5 de marzo de 2007       | Dallas          | Estados Unidos         | AmericanAirlines Center                   |
| 8 de marzo de 2007       | Omaha           | Estados Unidos         | Qwest Center Omaha                        |
| 9 de marzo de 2007       | Ames            | Estados Unidos         | Hilton Coliseum                           |
| 10 de marzo de 2007      | Detroit         | Estados Unidos         | Joe Louis Arena                           |
| 12 de marzo de 2007      | Chicago         | Estados Unidos         | Allstate Arena                            |
| 13 de marzo de 2007      | Chicago         | Estados Unidos         | Allstate Arena                            |
| 15 de marzo de 2007      | Cincinnati      | Estados Unidos         | US Bank Arena                             |
| 16 de marzo de 2007      | Nashville       | Estados Unidos         | Sommet Center                             |
| 18 de marzo de 2007      | Charlottesville | Estados Unidos         | J. P. Jones Arena                         |
| 19 de marzo de 2007      | Pittsburgh      | Estados Unidos         | Mellon Arena                              |
| 21 de marzo de 2007      | Uniondale       | Estados Unidos         | Nassau Veterans Memorial Coliseum         |
| 24 de marzo de 2007      | Uncasville      | Estados Unidos         | Mohegan Sun Arena                         |
| 26 de marzo de 2007      | Mánchester      | Estados Unidos         | Verizon Wireless Arena                    |
| 27 de marzo de 2007      | Filadelfia      | Estados Unidos         | Wachovia Center                           |
| 29 de marzo de 2007      | East Rutherford | Estados Unidos         | Izod Center                               |
| Europa                   |                 |                        |                                           |
| 24 de abril de 2007      | Belfast         | Irlanda                | Odyssey Arena                             |
| 25 de abril de 2007      | Belfast         | Irlanda                | Odyssey Arena                             |
| 27 de abril de 2007      | Sheffield       | Reino Unido            | Hallam FM Arena                           |
| 28 de abril de 2007      | Sheffield       | Reino Unido            | Hallam FM Arena                           |
| 30 de abril de 2007      | Newcastle       | Reino Unido            | Metro Radio Arena                         |
| 1 de mayo de 2007        | Newcastle       | Reino Unido            | Metro Radio Arena                         |
| 3 de mayo de 2007        | Glasgow         | Reino Unido            | Scottish Exhibition and Conference Centre |
| 4 de mayo de 2007        | Glasgow         | Reino Unido            | Scottish Exhibition and Conference Centre |
| 5 de mayo de 2007        | Glasgow         | Reino Unido            | Scottish Exhibition and Conference Centre |
| 8 de mayo de 2007        | Birmingham      | Reino Unido            | National Indoor Arena                     |
| 9 de mayo de 2007        | Birmingham      | Reino Unido            | National Indoor Arena                     |
| 11 de mayo de 2007       | Birmingham      | Reino Unido            | National Indoor Arena                     |
| 14 de mayo de 2007       | Mánchester      | Reino Unido            | Manchester Arena                          |
| 15 de mayo de 2007       | Mánchester      | Reino Unido            | Manchester Arena                          |
| 19 de mayo de 2007       | Nottingham      | Reino Unido            | National Ice Centre                       |
| 22 de mayo de 2007       | París           | Francia                | Palais Omnisports de Paris-Bercy          |
| 23 de mayo de 2007       | París           | Francia                | Palais Omnisports de Paris-Bercy          |
| 25 de mayo de 2007       | Stuttgart       | Alemania               | Hanns-Martin-Schleyer-Halle               |
| 26 de mayo de 2007       | Múnich          | Alemania               | Olympiahalle                              |
| 28 de mayo de 2007       | Frankfurt       | Alemania               | Festhalle Frankfurt                       |
| 29 de mayo de 2007       | Mannheim        | Alemania               | SAP Arena                                 |
| 1 de junio de 2007       | Milán           | Italia                 | Fila Forum                                |
| 2 de junio de 2007       | Zúrich          | Suiza                  | Hallenstadion                             |
| 4 de junio de 2007       | Viena           | Austria                | Wiener Stadthalle                         |
| 6 de junio de 2007       | Berlín          | Alemania               | Max-Schmeling-Halle                       |
| 7 de junio de 2007       | Leipzig         | Alemania               | Leipzig Arena                             |
| 9 de junio de 2007       | Hamburg         | Alemania               | O2 World Hamburgo                         |
| 10 de junio de 2007      | Cologne         | Alemania               | Kölnarena                                 |
| 12 de junio de 2007      | Lyon            | Francia                | Halle Tony Garnier                        |
| 13 de junio de 2007      | Dortmund        | Alemania               | Westfalenhalle                            |
| 16 de junio de 2007      | Ámsterdam       | Países Bajos           | Amsterdam Arena                           |
| 19 de junio de 2007      | Estocolmo       | Suecia                 | Stockholm Globe Arena                     |
| 21 de junio de 2007      | Oslo            | Noruega                | Telenor Arena                             |
| 23 de junio de 2007      | Copenhague      | Dinamarca              | Parken Stadium                            |
| 25 de junio de 2007      | Gotemburgo      | Suecia                 | Scandinavium                              |
| 27 de junio de 2007      | Amberes         | Bélgica                | Sportpaleis                               |
| 30 de junio de 2007      | Dublín          | Irlanda                | RDS Arena                                 |
| 1 de julio de 2007       | Dublín          | Irlanda                | RDS Arena                                 |
| 4 de julio de 2007       | Londres         | Reino Unido            | The O2 Arena                              |
| 5 de julio de 2007       | Londres         | Reino Unido            | The O2 Arena                              |
| 7 de julio de 2007       | Londres         | Reino Unido            | The O2 Arena                              |
| 8 de julio de 2007       | Londres         | Reino Unido            | The O2 Arena                              |
| 10 de julio de 2007      | Londres         | Reino Unido            | The O2 Arena                              |
| Norteamérica             |                 |                        |                                           |
| 6 de agosto de 2007      | Memphis         | Estados Unidos         | FedExForum                                |
| 7 de agosto de 2007      | Atlanta         | Estados Unidos         | Arena at Gwinnett Center                  |
| 10 de agosto de 2007     | Boston          | Estados Unidos         | TD Garden                                 |
| 11 de agosto de 2007     | Uncasville      | Estados Unidos         | Mohegan Sun Arena                         |
| 13 de agosto de 2007     | East Rutherford | Estados Unidos         | Continental Airlines Arena                |
| 15 de agosto de 2007     | Nueva York      | Estados Unidos         | Madison Square Garden                     |
| 16 de agosto de 2007     | Nueva York      | Estados Unidos         | Madison Square Garden                     |
| 18 de agosto de 2007     | Montreal        | Canadá                 | Bell Centre                               |
| 20 de agosto de 2007     | Toronto         | Canadá                 | Air Canada Centre                         |
| 21 de agosto de 2007     | Toronto         | Canadá                 | Air Canada Centre                         |
| 25 de agosto de 2007     | Winnipeg        | Canadá                 | MTS Centre                                |
| 26 de agosto de 2007     | Winnipeg        | Canadá                 | MTS Centre                                |
| 28 de agosto de 2007     | Edmonton        | Canadá                 | Rexall Place                              |
| 1 de septiembre de 2007  | Las Vegas       | Estados Unidos         | Mandalay Bay Events Center                |
| 2 de septiembre de 2007  | Las Vegas       | Estados Unidos         | Mandalay Bay Events Center                |
| 5 de septiembre de 2007  | Vancouver       | Canadá                 | General Motors Place                      |
| 7 de septiembre de 2007  | Portland        | Estados Unidos         | Rose Garden Arena                         |
| 8 de septiembre de 2007  | Tacoma          | Estados Unidos         | Tacoma Dome                               |
| 16 de septiembre de 2007 | Los Ángeles     | Estados Unidos         | Staples Center                            |
| 17 de septiembre de 2007 | Los Ángeles     | Estados Unidos         | Staples Center                            |
| 19 de septiembre de 2007 | Los Ángeles     | Estados Unidos         | Staples Center                            |
| 23 de septiembre de 2007 | San José        | Estados Unidos         | HP Pavilion at San Jose                   |
| 25 de septiembre de 2007 | Sacramento      | Estados Unidos         | ARCO Arena                                |
| Oceanía                  |                 |                        |                                           |
| 27 de octubre de 2007    | Brisbane        | Australia              | Brisbane Entertainment Centre             |
| 28 de octubre de 2007    | Brisbane        | Australia              | Brisbane Entertainment Centre             |
| 31 de octubre de 2007    | Sídney          | Australia              | Acer Arena                                |
| 1 de noviembre de 2007   | Sídney          | Australia              | Acer Arena                                |
| 3 de noviembre de 2007   | Adelaide        | Australia              | Adelaide Entertainment Centre             |
| 5 de noviembre de 2007   | Melbourne       | Australia              | Rod Laver Arena                           |
| 6 de noviembre de 2007   | Melbourne       | Australia              | Rod Laver Arena                           |
| 9 de noviembre de 2007   | Perth           | Australia              | Burswood Dome                             |
| 10 de noviembre de 2007  | Perth           | Australia              | Burswood Dome                             |
| 13 de noviembre de 2007  | Sídney          | Australia              | Acer Arena                                |
| 17 de noviembre de 2007  | Melbourne       | Australia              | Rod Laver Arena                           |
| 18 de noviembre de 2007  | Melbourne       | Australia              | Rod Laver Arena                           |
| 23 de noviembre de 2007  | Auckland        | Nueva Zelanda          | Vector Arena                              |
| 24 de noviembre de 2007  | Auckland        | Nueva Zelanda          | Vector Arena                              |
| 26 de noviembre de 2007  | Auckland        | Nueva Zelanda          | Vector Arena                              |
| Asia                     |                 |                        |                                           |
| 6 de diciembre de 2007   | Abu Dhabi       | Emiratos Árabes Unidos | Hotel Emirates Palace                     |

| N.º | Título                                 | Duración |  |
| 1.  | «Diálogo de apertura»                  |          |  |
| 2.  | «FutureSex/LoveSound»                  |          |  |
| 3.  | «Like i love you»                      |          |  |
| 4.  | «Let me talk to you (prelude)/My love» |          |  |
| 5.  | «Señorita»                             |          |  |
| 6.  | «Sexy Ladies»                          |          |  |
| 7.  | «Until the end of time»                |          |  |
| 8.  | «What Goes Around... Comes Around»     |          |  |
| 9.  | «Chop Me Up» ((con Timbaland))         |          |  |
| 10. | «Intermission» ((con Timbaland))       |          |  |
| 11. | «Rock your body»                       |          |  |
| 12. | «Gone» ((original de 'N Sync))         |          |  |
| 13. | «Take it from here»                    |          |  |
| 14. | «Last night»                           |          |  |
| 15. | «Damn girl»                            |          |  |
| 16. | «Summer love»                          |          |  |
| 17. | «Losing my way»                        |          |  |
| 18. | «Cry me a river»                       |          |  |
| 19. | «LoveStoned»                           |          |  |
| 20. | «SexyBack» ((con Timbaland))           |          |  |
| 21. | «(Another song) All over again»        |          |  |
| 22. | «Despedida y créditos»                 |          |  |

## Personal
- Director: Justin Timberlake.
- Director artístico: Marty Kudelka.
- Director musical: Kevin Antunes.

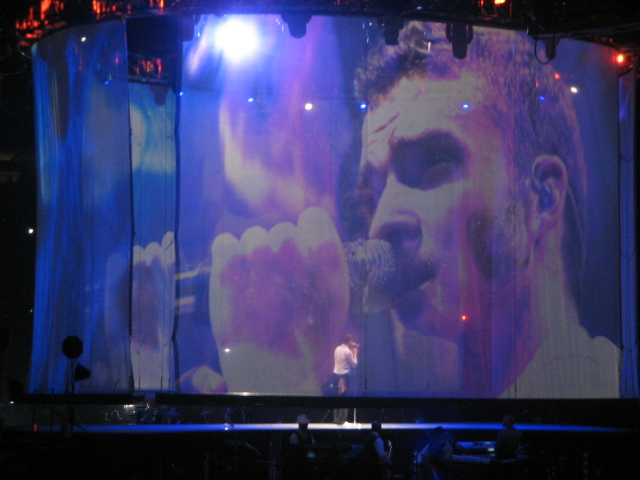
Timberlake interpretando «Losing my way» en el Air Canada Centre de Toronto, Canadá, el 20 de agosto de 2007.

- Diseño de vestuario: Yves Saint Laurent.
- Coro: Darrell Adams, Denosh Bennett, Diedra Artis y Rob Stevenson.
- Promotora: AEG Live.

### Músicos
- Tonos/Secuencia: Kevin Antunes.
- Batería: John Blackwell.
- Guitarra: Lloyd Dorsey.
- Percusión: Terry Santiel.
- Guitarra: Mike Scott.
- Bajo: Kevin Walker.
- Tonos: Charles Wilson.

### Coreografía y bailarines
- Coreógrafo y bailarín: Marty Kudelka.
- Coreógrafo asociado: Dee Caspary.
- Coreógrafa asociada y bailarina: Dana Wilson.
- Coreógrafo asistente: AJ Harpold.
- Coreógrafo adicional: Misha Gabriel Hamilton («Cry me a river»).
- Coreógrafo adicional: Poppin' Pete.
- Coreógrafo adicional: Aakomon Jones.
- Coreógrafo adicional y bailarín: Eddie Morales.
- Coreógrafo adicional y bailarín: Nick Bass.
- Bailarina: Nanci Anderson.
- Bailarina: Ava Bernstine.
- Bailarina: Tammy Fey.
- Bailarín: Sky Hoffman.
- Bailarina: Michele Martínez.
- Bailarín: Kenny Wormald.